# Jimmy Butler
Jimmy Butler III (* 14. September 1989 in Houston, Texas) ist ein US-amerikanischer Basketballspieler, der bei den Golden State Warriors in der NBA unter Vertrag steht.
Butler wurde mit dem 30. Pick im NBA-Draft 2011 von den Chicago Bulls ausgewählt, bei welchen er bis 2017 spielte. Seit der Saison 2019/20 spielt er bei den Miami Heat, mit welchen er 2020 und 2023 die Finals und 2022 die Eastern Conference Finals erreichte.
Butler war in seiner Karriere bisher sechsmal NBA All-Star und wurde 2015 zum NBA Most Improved Player gewählt. Er wurde viermal in das All-NBA Team und fünfmal in das NBA All-Defensive Team berufen. Mit der Nationalmannschaft der USA gewann er außerdem die Goldmedaille bei den Olympischen Spielen 2016.

## Jugend
Butlers Vater verließ die Familie, als Butler noch ein Kleinkind war. Im Alter von 13 Jahren zeigte auch seine Mutter kein Interesse mehr an ihm und setzte ihn vor die Tür. In einer Sommer-Basketballliga vor seinem Abschlussjahr an der Tomball High School wurde er von Jordan Leslie, einem Football- und Basketballspieler an der Schule, bei einem Drei-Punkt-Wettwerfen bemerkt und die beiden wurden Freunde. Als Spieler an der Tomball High erzielte Butler durchschnittlich 19 Punkte sowie 8 Rebounds pro Spiel. In der Saison 2006/07 wurde er in seinem Team zum wertvollsten Spieler gewählt.

## College
Nach der Highschool ging Butler an das Tyler Junior College in Tyler. Nach seiner ersten Saison hätte er auf die University of Kentucky gehen können, doch er entschied sich für die Marquette University, da er dort die besten Chancen auf einen guten akademischen Abschluss sah. Er erreichte dort in seinem Freshman-Jahr durchschnittlich 5,6 Punkte und 4 Rebounds pro Spiel. In der Saison 2009/10 erhielt Butler die Auszeichnung All-Big East Honorable Mention. Sein Senior-Jahr schloss er mit 15,7 Punkten, 2,3 Assists und 6,1 Rebounds pro Spiel ab.

## NBA-Karriere

### Chicago Bulls (2011–2017)
Butler wurde im NBA Draft 2011 als 30. Wahl von den Chicago Bulls ausgewählt. In seinem Rookie-Jahr kam er nur wenig zum Einsatz und beendete die Saison mit einem Durchschnitt von nur 2,6 Punkten pro Spiel.
Nachdem Chicago Bulls Veteran Luol Deng verletzungsbedingt ausgefallen war, erhielt Butler die Möglichkeit öfter zu spielen und sein Können unter Beweis zu stellen. Am 19. Januar 2013 spielte Butler erstmals in der Startformation bei der 82:85-Niederlage gegen die Memphis Grizzlies. Trotz dieser Niederlage lieferte Butler eines der besten Spiele seiner bisherigen Karriere ab. Weiterhin konnte Teamkollege Richard Hamilton den Erwartungen des Cheftrainers nicht gerecht werden und Butler sicherte sich so eine feste Position in der Mannschaft, die er auch nach Rückkehr von Luol Deng behielt. Am 9. April 2013 erreichte Butler eine persönliche Bestleistung von 28 Punkten bei einer 98:101-Niederlage gegen die Toronto Raptors. Er bestritt in dieser Saison alle 82 Spiele und stand 20-mal in der Startformation.

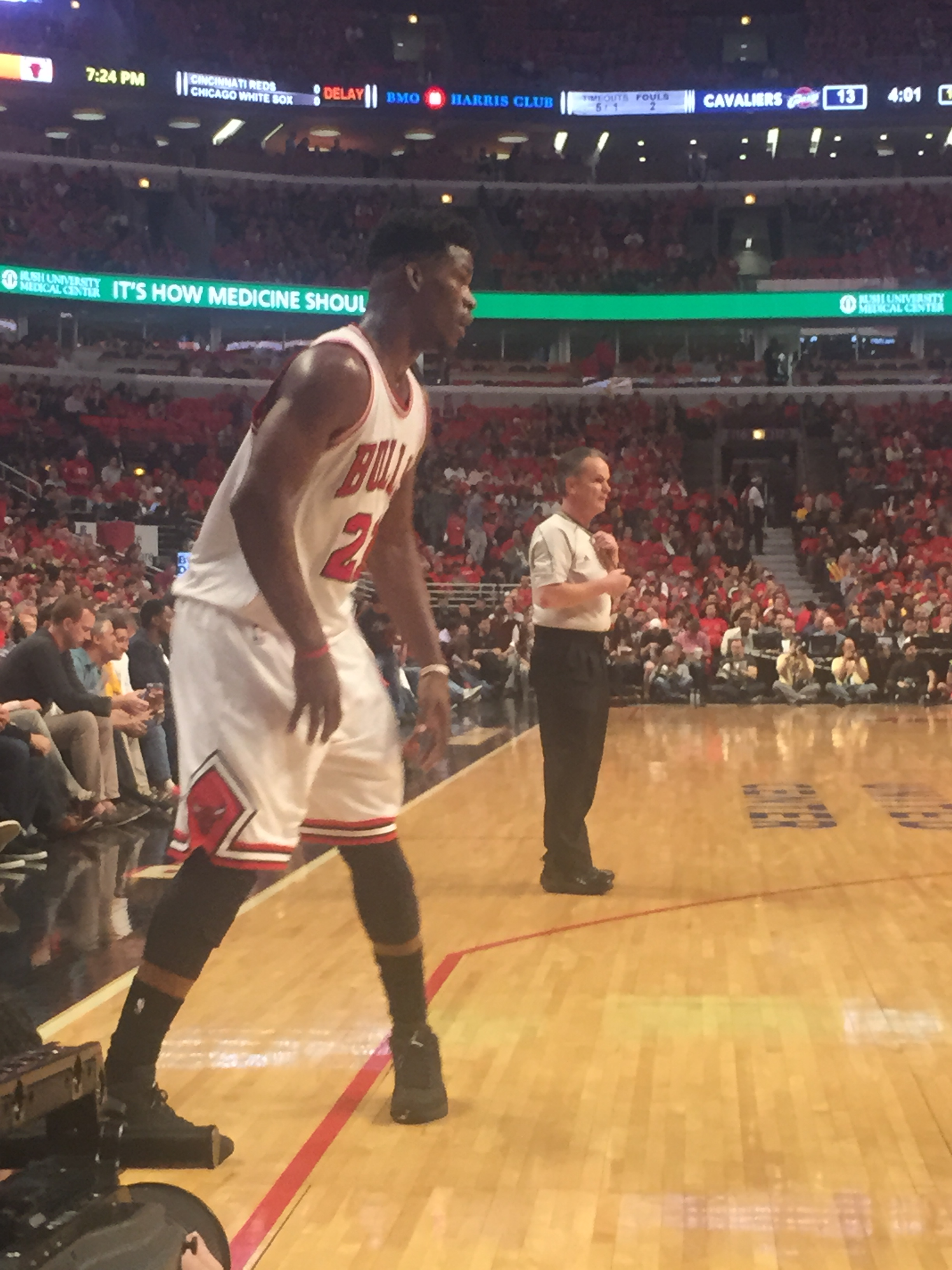
Butler in einem Playoff-Spiel mit den Bulls (2015)

In der folgenden Saison etablierte sich der Swingman endgültig bei den Bulls, stand in allen 67 Spielen in der Anfangsaufstellung und kam dabei auf durchschnittliche Werte von 13,1 Punkte, 4,9 Rebounds, 2,6 Assists und 1,9 Steals. Zudem wurde er für seine gute Verteidigungsarbeit in das NBA All-Defensive Second Team berufen. Am 18. Dezember 2014 erzielte Butler beim Sieg über die New York Knicks einen neuen Karrierehöchstwert von 35 Punkten. Im Jahre 2015 wurde Butler erstmals in das NBA All-Star Game eingeladen. Butler gewann in dieser Saison den NBA Most Improved Player Award für den meistverbesserten Spieler der Saison. Er war mit 20 Punkten pro Spiel bester Korbschütze der Mannschaft und führte diese in die Playoffs. Am 3. Januar 2016 brach Butler den Bulls-Rekord für die meisten Punkte in einer Halbzeit – in der zweiten Spielhälfte des Spiels gegen Toronto Raptors (115:113) erzielte er 40 Punkte, einen mehr als der bisherige Rekordhalter Michael Jordan. Am 14. Januar 2016 erzielte Butler beim 115:111-Sieg über die Philadelphia 76ers einen persönlichen Karriererekord von 53 Punkten. So viele Punkte im Bulls-Trikot waren zuletzt Michael Jordan gelungen. Butler wurde 2016 erneut zum All-Star gewählt, er musste jedoch aufgrund einer Knieverletzung aussetzen.
Bei den Olympischen Spielen in Rio de Janeiro gewann er mit der US-Auswahl die Goldmedaille. Zur NBA-Saison 2016/17 wurde das Aufgebot der Bulls mit Rajon Rondo, Robin Lopez und Dwyane Wade verstärkt. Allerdings erreichte Chicago auch aufgrund interner Unstimmigkeiten nur den achten Rang im Osten. In einem Spiel gegen die Charlotte Hornets am 2. Januar 2017 erzielte Butler 52 Punkte und verpasste damit um einen Punkt seinen Rekord aus der Vorsaison. Um Butler gab es in dieser Zeit Wechselgerüchte. Dennoch erzielte Butler mit 23,9 Punkten im Schnitt die beste Punkteausbeute seiner Karriere.

### Minnesota Timberwolves (2017–2018)
Im Rahmen des NBA-Drafts 2017 wurde Butler zu den Minnesota Timberwolves transferiert. Im Gegenzug wechselten Kris Dunn, Zach LaVine und die Draftrechte an Lauri Markkanen zu den Bulls. In Minnesota traf Butler auf seinen ehemaligen Trainer Tom Thibodeau. Am 15. Juli 2018 wurde bekannt, dass er seinen Vertrag bei den Timberwolves nicht um vier Jahre verlängerte, sondern sich als vertragsloser Spieler auf die Suche nach einer neuen Mannschaft begeben wolle.

### Philadelphia 76ers (2018–2019)

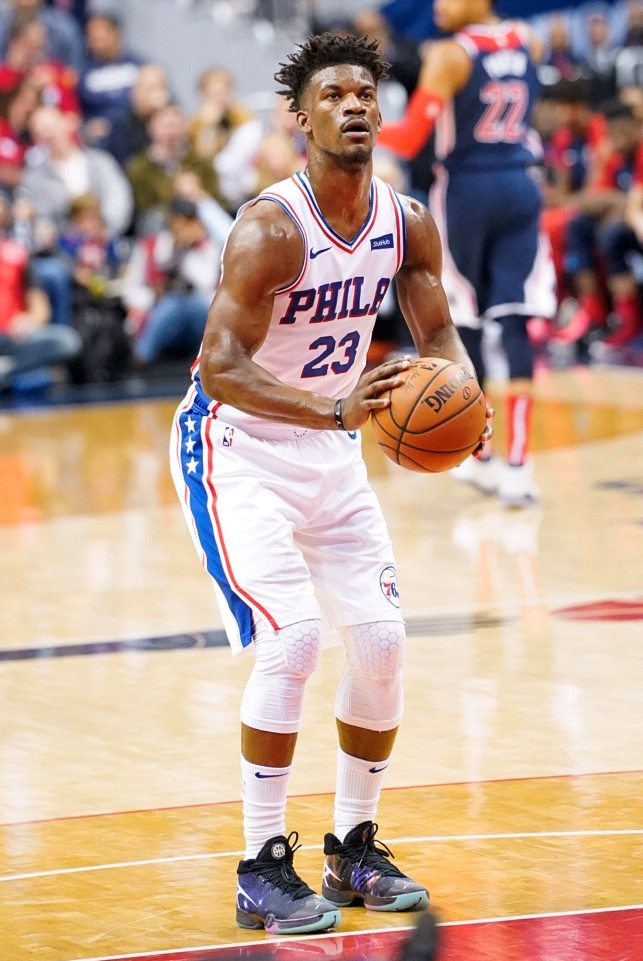
Butler bei den Philadelphia 76ers (2019)

Butler wurde wenige Spiele nach dem Auftakt der NBA-Saison 2018/19 im Tausch gegen Dario Saric, Jerryd Bayless und Robert Covington zu den Philadelphia 76ers transferiert.

### Miami Heat (seit 2019)

#### Finals (2019–20)
In der NBA-Saison 2019/20 wechselte Butler zu den Miami Heat und erreichte dort im gleichen Jahr die NBA-Finals. Im dritten Spiel der Endrunde erzielte Butler 40 Punkte, 11 Rebounds und 13 Assists und wurde damit nach Jerry West (1969) und LeBron James (2015) zum dritten Spieler in der Geschichte der NBA-Finals mit einem Triple-Double, das 40 oder mehr Punkte umfasste und zum ersten Spieler, der seine Mannschaft mit einer solchen Leistung in der NBA-Endrunde zu einem Sieg führte. Im selben Spiel wurde Butler außerdem zum ersten Spieler der NBA-Geschichte, der in einem Endrundenspiel mehr Punkte, Assists und Rebounds als LeBron James erzielte (Mannschaftskamerad oder Gegenspieler).

#### Aus in der ersten Runde (2020/21)
Am Ende der Saison 2020/21 wurde Butler in das NBA All-Defensive Second Team und das All-NBA Third Team berufen, nachdem er ligaweit mit 2,1 die meisten Steals pro Spiel geholt hatte. In der ersten Runde der Playoffs enttäuschte er, was dazu beitrug, dass Miami den Milwaukee Bucks mit 0:4-Spielen unterlag.

#### Eastern Conference Finals (2021/22)

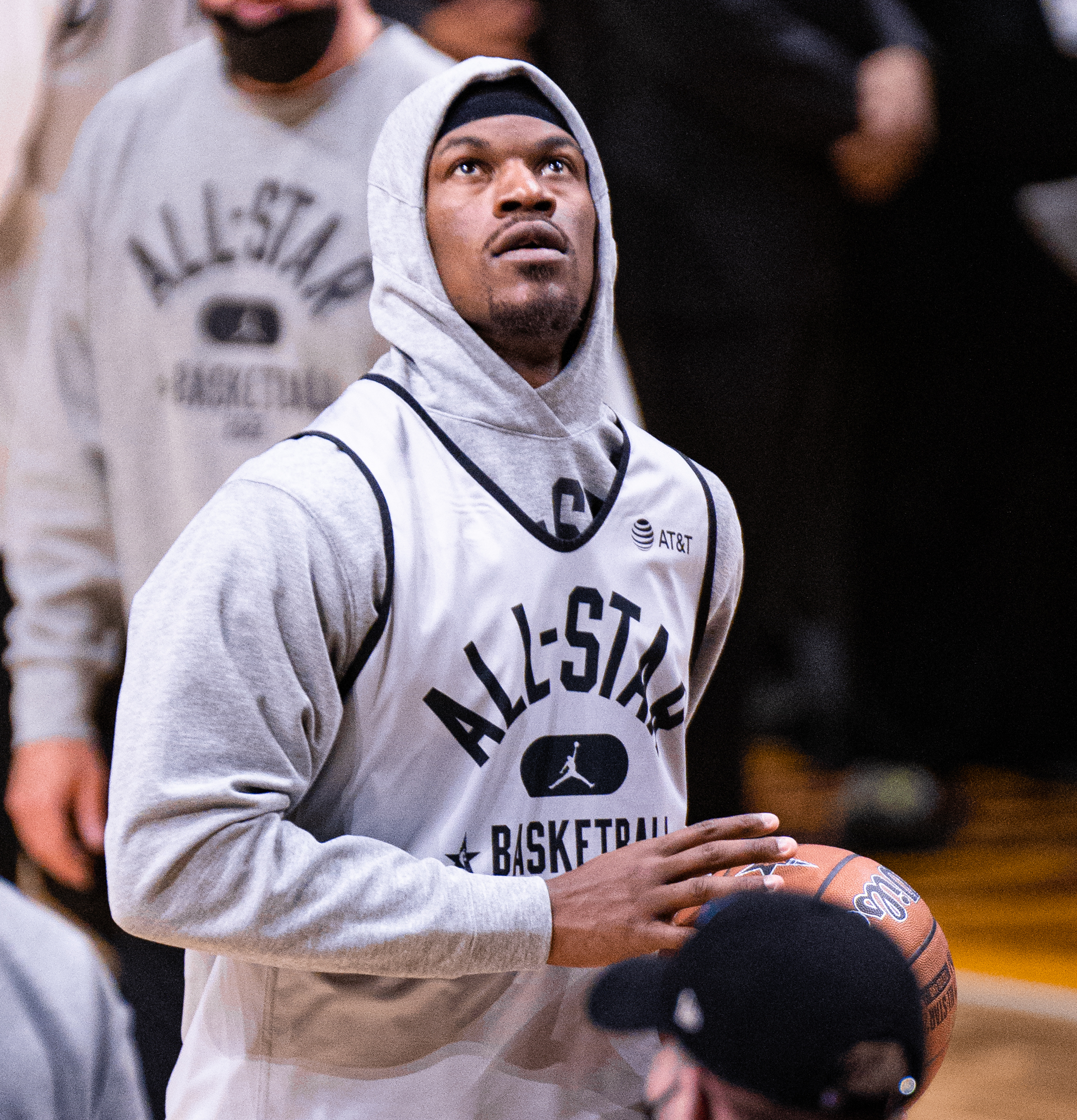
Butler während des NBA All-Star Weekends 2022

Am 7. August 2021 wurde bekanntgegeben, dass Butler eine Vertragsverlängerung über vier Jahre im Wert von 184 Millionen US-Dollar unterschrieben hat.
Am 23. Januar 2022 erzielte er in einem Spiel gegen die Los Angeles Lakers und LeBron James 20 Punkte, 12 Assists und 10 Rebounds, womit er sein zehntes Triple-Double in den Farben der Heat erzielte und somit James überholte. Am 3. Februar wurde Butler zum sechsten Mal in seiner Karriere zum NBA All-Star ernannt.
Am 19. April 2022 erreichte Butler im zweiten Spiel der ersten Runde gegen die Atlanta Hawks mit 45 Punkten einen neuen Playoff-Karrierebestwert, er holte außerdem fünf Rebounds und fünf Assists. Damit wurde er nach LeBron James und Dwyane Wade der dritte Spieler in der Geschichte der Heat, welcher mindestens 45 Punkte, fünf Assists und fünf Rebounds in einem Playoff-Spiel erzielte.
Am 17. Mai 2022 erzielte Butler im ersten Spiel der Eastern-Conference Finals 41 Punkte (27 in der zweiten Hälfte), neun Rebounds, fünf Assists, vier Steals und drei Blocks und verhalf seiner Mannschaft zu einem 118:107-Sieg gegen die Boston Celtics. Damit erreichte er zum dritten Mal in einem Playoff-Spiel für Miami mindestens 40 Punkte, 5 Rebounds sowie 5 Vorlagen. Auf diese Weise stellte Butler eine neue Bestmarke in der Heat-Geschichte auf und überflügelte LeBron James sowie Dwyane Wade. Am 21. Mai 2022 verletzte sich Butler während des dritten Spiels der Serie und verpasste die gesamte zweiten Hälfte. Trotz dieser Umstände gewann Miami, angeführt von Bam Adebayo mit 31 Punkten und 10 Rebounds, das Spiel 109:103. In den nächsten zwei Spielen stand Butler zwar auf dem Parkett, spielte aber aufgrund von Nachwirkungen der Verletzung schlechter als zuvor. Somit gewannen die Celtics zwei Spiele in Folge, wodurch sie in der Serie 3:2 in Führung gingen und den Heat bei einer weiteren Niederlage das Saisonaus drohte.
Im sechsten Spiel erzielte Butler 47 Punkte (Playoff-Karrierebestwert), neun Rebounds, acht Assists und vier Steals und führte die Heat damit zu einem 111:103-Sieg. Butlers 47 Punkte waren in der Geschichte der Mannschaft die meisten in einem Spiel, in dem eine Niederlage das Saisonaus bedeutet hätte, und die siebtmeisten in der Geschichte der NBA in einem solchen Spiel. Im entscheidenden siebten Spiel der Serie schieden die Heat aus, obwohl Butler mit 35 erzielten Punkten und neun Rebounds erneut gut spielte, was die 96:100-Niederlage jedoch nicht verhinderte. Bei 16 im Schlussviertel verbliebenen Sekunden verwarf Butler einen Dreipunktewurf, welcher die Heat in Führung gebracht hätte. Butler sagte später, dass er den Wurfversuch nicht bereue, obwohl er dafür kritisiert wurde, da er nicht als guter Dreipunktwerfer bekannt ist und noch genug Zeit blieb, um einen anderen Wurf herauszuspielen. Butler hatte sein achtes Playoff-Spiel mit mindestens 30 Punkten bestritten. Eine solche Serie war in Miamis Farben zuletzt LeBron James 2013 gelungen.

## Erfolge und Auszeichnungen
- 6× NBA All-Star: 2015–2018, 2020, 2022
- 1× All-NBA Second Team: 2023
- 4× All-NBA Third Team: 2017, 2018, 2020, 2021
- 5× NBA All-Defensive Second Team: 2014–2016, 2018, 2021
- NBA Most Improved Player Award: 2015
- NBA Conference Finals Most Valuable Player Award: 2023
- Goldmedaille bei den Olympischen Spielen 2016 Rio de Janeiro
- Führte die Liga in Steals an: 2021

## Karriere-Statistiken

### NBA

#### Hauptrunde
| Saison   | Team         | GP  | GS  | MPG   | FG % | 3P % | FT % | RPG | APG | SPG  | BPG | PPG  |
| -------- | ------------ | --- | --- | ----- | ---- | ---- | ---- | --- | --- | ---- | --- | ---- |
| 2011–12  | Chicago      | 42  | 0   | 8.5   | .405 | .182 | .768 | 1.3 | 0.3 | 0.3  | 0.1 | 2.6  |
| 2012–13  | Chicago      | 82* | 20  | 26.0  | .467 | .381 | .803 | 4.0 | 1.4 | 1.0  | 0.4 | 8.6  |
| 2013–14  | Chicago      | 67  | 67  | 38.7  | .397 | .283 | .769 | 4.9 | 2.6 | 1.9  | 0.5 | 13.1 |
| 2014–15  | Chicago      | 65  | 65  | 38.7* | .462 | .378 | .834 | 5.8 | 3.3 | 1.8  | 0.6 | 20.0 |
| 2015–16  | Chicago      | 67  | 67  | 36.9  | .454 | .311 | .831 | 5.3 | 4.8 | 1.6  | 0.6 | 21.0 |
| 2016–17  | Chicago      | 76  | 75  | 37.0  | .455 | .367 | .865 | 6.2 | 5.5 | 1.9  | 0.4 | 23.9 |
| 2017–18  | Minnesota    | 59  | 59  | 36.7  | .474 | .350 | .854 | 5.3 | 4.9 | 2.0  | 0.4 | 22.2 |
| 2018–19  | Minnesota    | 10  | 10  | 36.1  | .471 | .378 | .787 | 5.2 | 4.3 | 2.4  | 1.0 | 21.3 |
| 2018–19  | Philadelphia | 55  | 55  | 33.2  | .461 | .338 | .868 | 5.3 | 4.0 | 1.8  | 0.5 | 18.2 |
| 2019–20  | Miami        | 58  | 58  | 33.8  | .455 | .244 | .834 | 6.7 | 6.0 | 1.8  | 0.6 | 19.9 |
| 2020–21  | Miami        | 52  | 52  | 33.6  | .497 | .245 | .863 | 6.9 | 7.1 | 2.1* | 0.3 | 21.5 |
| 2021–22  | Miami        | 57  | 57  | 33.9  | .480 | .233 | .870 | 5.9 | 5.5 | 1.6  | 0.5 | 21.4 |
| 2022–23  | Miami        | 64  | 64  | 33.4  | .539 | .350 | .850 | 5.9 | 5.3 | 1.8  | 0.3 | 22.9 |
| 2023–24  | Miami        | 60  | 60  | 34.0  | .499 | .414 | .858 | 5.3 | 5.0 | 1.3  | 0.3 | 20.8 |
| Gesamt   | Gesamt       | 814 | 709 | 33.2  | .470 | .329 | .844 | 5.3 | 4.3 | 1.6  | 0.4 | 18.3 |
| All-Star | All-Star     | 4   | 1   | 12.8  | .750 | .000 | —    | 1.8 | 1.5 | 1.8  | 0.0 | 4.5  |

#### Play-offs
| Saison  | Team         | GP  | GS  | MPG  | FG % | 3P % | FT % | RPG | APG | SPG | BPG | PPG  |
| ------- | ------------ | --- | --- | ---- | ---- | ---- | ---- | --- | --- | --- | --- | ---- |
| 2011–12 | Chicago      | 3   | 0   | 1.3  | —    | —    | —    | 0.0 | 0.0 | 0.0 | 0.0 | 0.0  |
| 2012–13 | Chicago      | 12  | 12  | 40.8 | .435 | .405 | .818 | 5.2 | 2.7 | 1.3 | 0.5 | 13.3 |
| 2013–14 | Chicago      | 5   | 5   | 43.6 | .386 | .300 | .783 | 5.2 | 2.2 | 1.2 | 0.0 | 13.6 |
| 2014–15 | Chicago      | 12  | 12  | 42.2 | .441 | .389 | .819 | 5.6 | 3.2 | 2.4 | 0.8 | 22.9 |
| 2016–17 | Chicago      | 6   | 6   | 39.8 | .426 | .261 | .809 | 7.3 | 4.3 | 1.7 | 0.8 | 22.7 |
| 2017–18 | Minnesota    | 5   | 5   | 34.0 | .444 | .471 | .833 | 6.0 | 4.0 | 0.8 | 0.2 | 15.8 |
| 2018–19 | Philadelphia | 12  | 12  | 35.1 | .451 | .267 | .875 | 6.1 | 5.2 | 1.4 | 0.6 | 19.4 |
| 2019–20 | Miami        | 21  | 21  | 38.4 | .488 | .349 | .859 | 6.5 | 6.0 | 2.0 | 0.7 | 22.2 |
| 2020–21 | Miami        | 4   | 4   | 38.5 | .297 | .267 | .727 | 7.5 | 7.0 | 1.3 | 0.3 | 14.5 |
| 2021–22 | Miami        | 17  | 17  | 37.0 | .506 | .338 | .841 | 7.4 | 4.6 | 2.1 | 0.6 | 27.4 |
| 2022–23 | Miami        | 22  | 22  | 39.7 | .468 | .359 | .806 | 6.5 | 5.9 | 1.8 | 0.6 | 26.9 |
| Gesamt  | Gesamt       | 119 | 116 | 37.9 | .460 | .347 | .830 | 6.2 | 4.6 | 1.7 | 0.6 | 21.3 |